# Podkowcowate
Podkowcowate (Rhinolophidae) – rodzina latających ssaków z podrzędu rudawkokształtnych (Pteropodiformes) w rzędzie nietoperzy (Chiroptera), obejmująca kilkadziesiąt żyjących współcześnie gatunków.

## Zasięg występowania
Nietoperze zaliczane do tej rodziny zamieszkują Eurazję, Afrykę i Australię.

## Systematyka
Do rodziny należy jeden występujący współcześnie rodzaj:
- Rhinolophus de Lacépède, 1799 – podkowiec

Opisano równie rodzaje wymarłe:
- Palaeonycteris Pomel, 1853[18]
- Protorhinolophus Ravel, Marivaux, Qi, Wang & Beard, 2014[19] – jedynym przedstawicielem był Protorhinolophus shanghuangensis Ravel, Marivaux, Qi, Wang & Beard, 2014
- Vaylatsia Sigé, 1990[20]

## Relacje z ludźmi

### Jako źródła chorób

#### Koronawirusy

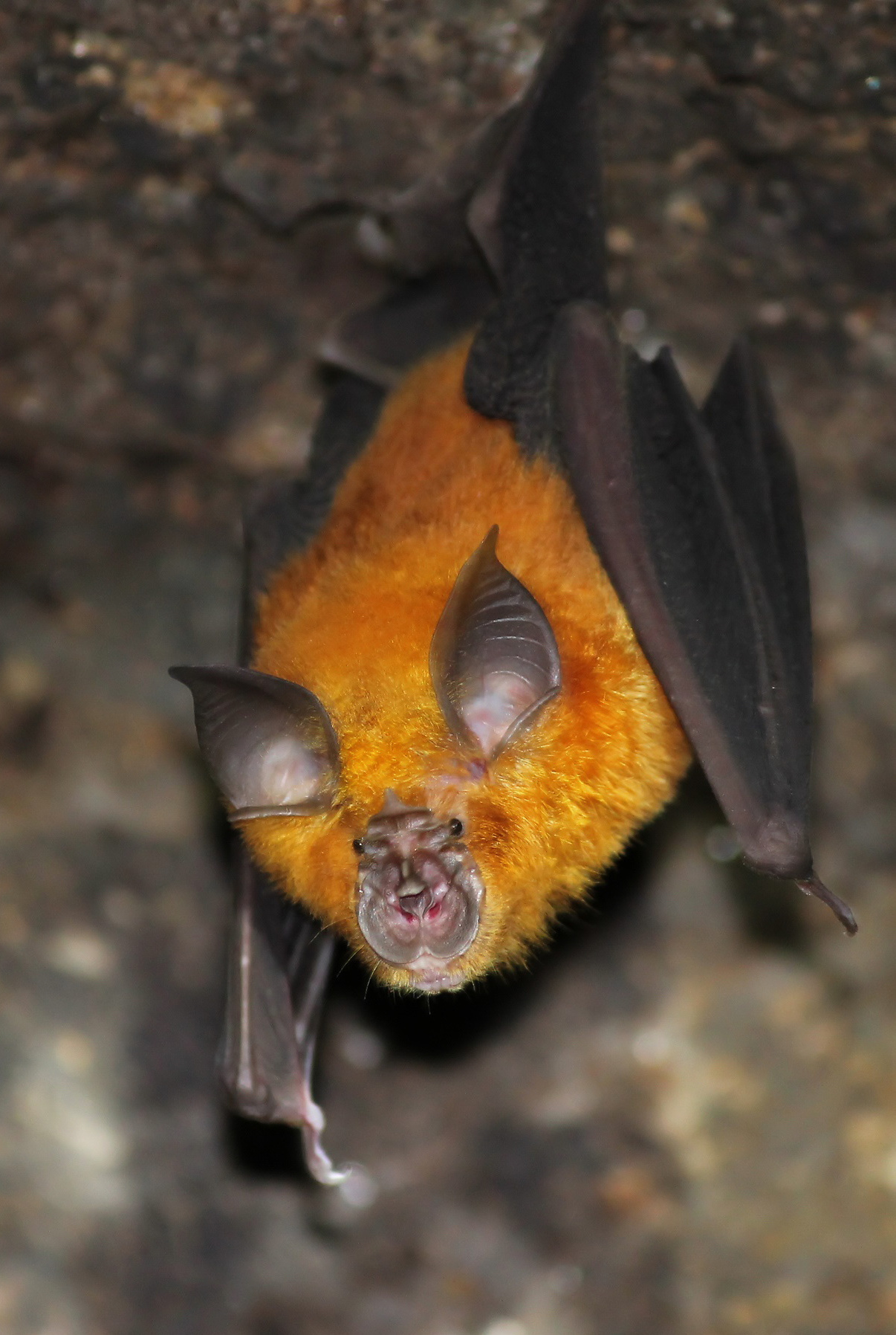
Podkowiec rudy (R. rouxii) wykazał seropozytywność pod kątem choroby lasu Kyasanur, przenoszonej na ludzi przez kleszcze

Nietoperze podkowcowate są szczególnie interesującymi zwierzętami, z punktu widzenia zdrowia publicznego i chorób odzwierzęcych, jako źródła koronawirusów. Po wybuchu SARS w latach 2002–2004 zbadano kilka gatunków jako możliwe naturalne rezerwuary dla koronawirusa wywołującego SARS-CoV. Kilka nietoperzy było seropozytywnych w stosunku do koronawirusów związanych z SARS (dodatni wynik testu na obecność przeciwciał związanych z nim), miało dodatni wynik testu na samą obecność wirusów lub oba te przypadki. Podkowiec drobny (R. pusillus) był seropozytywny, podkowiec duży miał pozytywny wynik testu na obecność wirusa, a podkowiec wielkouchy (R. macrotis), podkowiec chiński (R. sinicus) i podkowiec wietnamski (R. pearsoni) były seropozytywne i dały wynik pozytywny na obecność wirusa. Wirusy nietoperzy były bardzo podobne do SARS-CoV, z podobieństwem wynoszącym 88–92%. Choć nietoperze okazały się naturalnym rezerwuarem koronawirusów związanych z SARS, ludzie prawdopodobnie zachorowali w wyniku kontaktu z zainfekowanymi pagumami chińskimi, które zostały zidentyfikowane jako pośredni gospodarze wirusa. W latach 2003–2018 u nietoperzy wykryto czterdzieści siedem koronawirusów związanych z SARS, z czego czterdzieści pięć znaleziono u nietoperzy podkowcowatych. Trzydzieści koronawirusów związanych z SARS pochodziło od podkowców chińskich, dziewięć od podkowców dużych, dwa od podkowców wielkouchych, dwa od podkowców drobnych i po jednym od podkowca pośredniego (R. affinis), podkowca południowego (R. blasii), grzebieńczyka azjatyckiego (Aselliscus stoliczkanus) i Chaerephon plicata. W 2019 r. w Wuhan w Chinach rozpoczęła się pandemia spowodowana rozprzestrzenieniem się nowego koronawirusa. Naukowcy ustalili, że koronawirus jest prawdopodobnie blisko spokrewniony z tymi znalezionymi u nietoperzy.